# Lista över fotbollsanläggningar
Detta är en lista över fotbollsanläggningar.

## A
- Allianz Arena
- Amsterdam ArenA
- Anfield
- AOL Arena
- Arena AufSchalke
- Arsenal Stadium
- AWD Arena

## B
- Badenova-Stadion
- BayArena
- Behrn Arena
- Berlins Olympiastadion
- Borussia-Park
- Borås Arena
- Brann Stadion
- Bårsta IP

## C
- Camp Nou
- Celtic Park
- City of Manchester Stadium

## D
- DKB-Arena

## E
- Elland Road
- Emirates Stadium
- Estadio Alberto J. Armando (La Bombonera)
- Estádio do Dragão
- Estádio Mário Filho (Maracanã)
- Estádio Santiago Bernabéu
- Estádio Vicente Calderon
- Estádio José Alvalade

## F
- Feijenoord Stadiun (De Kuip)
- Frankenstadion
- Fredriksskans IP]
- Fritz-Walter-Stadion

## G
- Gamla Ullevi
- Goodison Park
- Gottlieb-Daimler-Stadion

## H
- Hampden Park
- Helsingfors Olympiastadion
- Hillsborough Stadium
- Home Depot Center

## I
- Ibrox Stadium
- Idrottsparken

## L
- Landskrona IP
- Lerkendal stadion

## M
- Malmö stadion
- Millennium Stadium
- Multifunktionsarena
- Münchens Olympiastadion

## N
- Nyavallen

## O
- Old Trafford
- Olympia

## P
- Parc des Princes
- Philips Stadion

## R
- Rambergsvallen
- RheinEnergieStadion
- Roms Olympiastadion
- Ruhrstadion
- Ryavallen
- Råsunda stadion

## S
- Schüco Arena
- Skytteholms IP
- St James' Park
- Stade de France
- Stadio delle Alpi
- Stadio Giuseppe Meazza (San Siro)
- Stadio San Nicola
- Stadio San Paolo
- Stadion am Bruchweg
- Stadion
- Stadium of Light
- Stamford Bridge
- Stanley Park Stadium
- Stockholms Olympiastadion
- Strawberry Arena
- Studenternas IP
- Söderstadion

## U
- Ullevaal Stadion
- Ullevi

## V
- Villa Park
- Volkswagen Arena
- Vångavallen

## W
- Wembley Stadium
- Weserstadion
- Westfalenstadion
- White Hart Lane

## Ö
- Örjans vall